# 週刊まるわかりニュース
『週刊まるわかりニュース』（しゅうかんまるわかりニュース）は、2018年4月7日から2023年3月19日までNHK総合・NHK BS4Kで放送されたニュース解説番組である。

## 概要
2011年4月9日から2018年3月24日まで放送された『週刊ニュース深読み』の後継番組として放送を開始した。略称・愛称は「まるわか」。
1週間の出来事を分かりやすく噛み砕き、その週に関心の強かったニュースの意味・背景に迫る。「今週はどんなニュースにみんなが注目したのだろう」「あのニュースをもう少し詳しく知りたい」など視聴者の関心や疑問に応えるニュース番組であり、放送中に入った災害報道・緊急報道も当番組内で対応した。
注目されたニュースをランキング形式で紹介し、疑問は高精細な4K映像で徹底取材。新たな視点を提示しながら伝えた。土曜日（2022年4月3日からは日曜日）の朝を見ればニュースの疑問はすっきり解決、そして新しい1週間に向けて元気が出るような番組、などとしている。
総合とBS4Kで同時放送するニュース番組であった。同時放送は4K試験放送時（番組開始 - 2018年7月）から行い、本放送開始に合わせて4K一体制作とする（取材での撮影・編集・スタジオ・中継とも）。
2018年12月8日から、同年12月1日の10時に開局したBS4Kでも同時放送ならびに4Kでの番組制作を開始したのに合わせ『週刊まるわかりニュース 4K』とも表示するようになり、スタジオセットも拡大して気象情報で演奏のピアノもアップライトからスタインウェイのコンサートグランドピアノに変更した。
また、4K（スーパーハイビジョン、SHV）本放送開始に合わせ、2K-4Kのサイマル放送（BS4K同時放送）にリニューアルとなった主要番組。若い世代にも「新しさ」「納得感」を感じてもらえる“4K時代の新たなニュース番組”を開発した。
なお、他の主な番組も4K一体制作を推進する。
4K撮影を活用し、2Kにダウンコンバートして放送する総合でも4Kの高精細で見てほしいところが伝わるよう、要所で画面をクローズアップする「4K映像解析」を取り入れた。
なお、この番組はSDRで制作したが、HDR撮影した映像素材ではクローズアップに加え、その部分の映像の色を強調することで、疑似的にHDRのように見せるパターンもあった。
スタジオとこの番組のために収録する映像素材は4K映像であるが、通常のニュース映像素材の大半は2K映像であり、気象情報のフリップも2K制作のアップコンバートとなっていた。
放送回によっては視聴率が時間帯トップになるケースがあり、2018年7月28日は12.8%の視聴率を獲得し、時間帯1位となった。
また、2019年10月12日は令和元年東日本台風（台風19号）関連のニュースで19.0%を記録し、2019年の年間視聴率ランキングで37位にランクインした。

## 放送時間
『週刊ニュース深読み』は土曜日の8時15分 - 9時28分に放送されたが、当番組は『週刊ニュース深読み』の前身番組である『NHK週刊ニュース』の看板を引き継いだため、2022年3月12日までは土曜日の9時 - 9時30分に放送された。
その後、放送時間が2022年4月3日から日曜日の8時25分 - 8時57分に変更されたが、この枠は1994年4月10日から1999年3月28日までの『週刊こどもニュース』の放送枠であった。

## 休止および変更
※年末年始とその前後（12月の最後と1月の最初の週）および高校野球中継時は休止。

### 上記以外での休止
- 2018年5月5日：前座番組『チコちゃんに叱られる!（再放送）』が9時28分までの拡大版となったため[21]。
- 2018年7月7日：『NHKニュース』（「大雨特別警報」関連）のため[22]。
- 2020年5月9日：『フェイク・バスターズ「新型コロナウイルス"情報爆発"に立ち向かう」』を放送のため[23]。
- 2020年7月4日：『NHKニュース』（「大雨特別警報」関連）のため[24]。
- 2020年8月8日：『「太陽の子」に挑む ～撮影現場の記録～』を放送のため[25]。
- 2020年8月15日：『サンドのお風呂いただきます 選「純烈スペシャル 白川の涙 編」』を放送のため[26]。
- 2021年5月8日：『再生できないホームビデオありませんか？「赤面・驚嘆・感動の映像！一挙大公開SP」』を放送のため[27]。
- 2021年7月10日：『NHKニュース』（「大雨特別警報」関連）のため[28]。
- 2021年7月24日 - 9月4日：『2020年東京オリンピック』『第103回全国高等学校野球選手権大会』『2020年東京パラリンピック』とスポーツ中継が相次いだため[29]
- 2021年10月23日：第49回衆議院議員総選挙実施に伴う政見放送（小選挙区・千葉県の一部）を行うため、関東地方の総合のみ休止[30]。また、NHKプラスでの配信も南関東（埼玉県・千葉県・東京都・神奈川県）向けの広域放送をサイマル配信していることから同時・見逃し配信共に休止した[31]。
- 2022年1月8日：『ふたりのディスタンス「新垣結衣ナレーションの開発番組！」』を放送のため[32]。
- 2022年2月12日：『北京オリンピックみんなでハイライト⑴』を放送のため[33]。
- 2022年2月19日：『北京オリンピックみんなでハイライト⑵』を放送のため[34]。
- 2022年5月8日：『ガチポリ！若者×政治 10min特別バージョン「若者の政治参加って必要？」』を放送のため[35]。
- 2022年7月10日：『朝ごはんLab.「井川遥の絶品！三色丼」』を放送のため[36]。
- 2023年1月8日：『ドキュメンタリー2022 ボクは小4農家 ～ゆうちゃんの米作り奮闘記～』を放送のため[37]。
- 2023年2月26日：9時から『大阪マラソン2023』を中継するため、『日曜討論』の繰り上げ放送を行ったため[38]。。

### 放送時間変更
- 2019年5月4日：総合の前座番組『チコちゃんに叱られる!（再放送）』が拡大特番となり、また、総合とBS4Kの両方で『ご即位一般参賀』を後座番組として放送のため、9時30分 - 9時55分に放送[39]。
- 2021年1月16日：総合で『新しいNHKへの改革～みなさんの声に答えます～』を放送のため、9時30分 - 10時に放送[40][41]。

## 番組の終焉
2023年3月19日を最後に終了。1999年4月3日の『NHK週刊ニュース』から『週刊ニュース深読み』を経て24年間続いた『週刊ニュースシリーズ』にピリオドを打った。
なお『週刊ニュース深読み』は、1994年4月10日から2010年12月19日まで放送された『週刊こどもニュース』の後継番組として放送を開始した点を踏まえると、実質29年間続いた『週刊ニュースシリーズ』の最終作ともいえた。
放送終了から2年後、2025年4月5日から土曜日の9時 - 9時30分に『週刊情報チャージ! チルシル』が放送を開始し、当番組の終了により一度は途絶えた『週刊ニュースシリーズ』が復活している。

## 構成
- 今週のランキング：「NHKのニュースサイトへのアクセス数」を基に順位付け。
- 今週のコレ！：「気になるニュース」を深掘りし、新たな視点を提示しながら伝える。
- ミガケ、好奇心!時事もんドリル：入学試験で出された時事問題などを題材にニュースを掘り下げる。

## 出演者
| 期 間        | 期 間         | キャスター （編集長） | リポーター | リポーター   | 気象情報 |
| 期 間        | 期 間         | キャスター （編集長） | 男性       | 女性         | 気象情報 |
| ------------ | ------------- | --------------------- | ---------- | ------------ | -------- |
| 2018年4月7日 | 2020年3月28日 | 井上二郎              | 伊藤海彦   | えがわさゆり | 渡辺蘭   |
| 2020年4月4日 | 2021年3月13日 | 井上二郎              | 田所拓也   | 鎌倉千秋     | （不在） |
| 2021年4月3日 | 2022年3月12日 | 井上二郎              | 深川仁志   | 鎌倉千秋     | （不在） |
| 2022年4月3日 | 2022年8月28日 | 小山径                | 漆原輝     | 鎌倉千秋     | （不在） |
| 2022年9月4日 | 2023年3月19日 | 小山径                | 漆原輝     | 庭木櫻子     | （不在） |